# حساس الموضع
حساس الموضع أو المستشعر الموضعي هو مستشعر يُمكِّن من قياس الموضع الميكانيكي.  قد يدل حساس الموضع على الموضع المطلق (موقع) أو الموضع النسبي (إزاحة) في مصطلحات الحركة الخطية أو زاوية الدوران أو الفضاء ثلاثي الأبعاد. أنواع شائعة من حساسات الموضع تشمل:
- حساس الإزاحة المواسعي (بالإنجليزية : Capacitive displacement sensor)
- حساس التيار الدوامي (بالإنجليزية : Eddy-current sensor)
- حساس تأثير هول (بالإنجليزية : Hall effect sensor)
- حساس حثي (بالإنجليزية : Inductive sensor)
- مقياس اهتزاز ليزر دوبلر (بالإنجليزية : Laser Doppler vibrometer)
- محول تفاضلي متغير خطي (بالإنجليزية : Linear variable differential transformer)
- ثنائي ضوئي (بالإنجليزية : Photodiode array)
- مجس البيزوكهربائية (بالإنجليزية : Piezo-electric transducer)
- مشفّر (موضع) (بالإنجليزية : Position encoders) و تشمل:
  - مشفّر مطلق (بالإنجليزية : Absolute encoder)
  - مشفّر تزايدي (بالإنجليزية : Incremental encoder)
  - مشفّر خطي (بالإنجليزية : Linear encoder)
  - مشفّر دوراني (بالإنجليزية : Rotary encoder)
- مقياس الجهد الانزلاقي (بالإنجليزية : Potentiometer)
- حساس القرب (بالإنجليزية : Proximity sensor)
- بوتنشيومتر خيطي (بالإنجليزية : String potentiometer)
- مستشعر الموجات فوق الصوتية (بالإنجليزية : Ultrasonic sensor)